# جان كوتيه
جان كوتيه هو سياسي كندي، ولد في 26 مايو 1867 في Les Éboulements ‏ في كندا، وتوفي في 23 سبتمبر 1924. نشط حزبياً في الحزب الليبرالي الكندي. وقد انتخب عضو الجمعية التشريعية في ألبرتا ‏ وانتخب عضو مجلس الشيوخ الكندي ‏.